# 阿阇梨饼
阿阇梨饼（日语：／ Ajari mochi）是将鸡蛋等材料做成面团、包上丹波出产的大纳言红豆馅料，烘烤而制成的和菓子。是京都府京都市的和菓子店满月的招牌产品，也是京都府的特产。口感软糯清甜，向来广受好评。一般在满月本店、支店和京都府各百货商店有售。

## 由来
阿闍梨梵语意爲高僧，在日本佛教代表天台宗和真言宗教派的僧位。中间凸起的独特形状，据说是按照京都府和平山交界处天台宗“千日朝拜”阿阇梨所戴“网代笠”的形状而製。这位阿阇梨苦于修行时就吃麻糬，该甜点的构思即源于这个免于饥饿的传说。